# Mitsuko Mori
Mitsuko Mori (森 光子 Mori Mitsuko?, 9 de mayo de 1920 – 10 de noviembre de 2012), nacida como Mitsu Murakami (村上美津 Murakami Mitsu?), fue una actriz japonesa.

## Antecedentes
En mayo de 2009, Se convirtió la primera actriz en interpretar una obra de teatro (Hōrōki, (放浪記 "A Wanderer's Notebook"?) más de 2000 veces. nació en Kioto, Japón.
El 11 de mayo de 2009, Takeo Kawamura anunció que Mori había recibido el Premio de Honor del Pueblo.
Mori murió tras haber sufrido neumonía el 10 de noviembre de 2012 en un hospital en Tokio, a los 92 años.

## Filmografía

### Cine
- Lost Spring (1967) – Hatsu
- Nubes dispersas (1967)[4]
- Princess Mononoke (1997) – Hii-sama (voz)
- Sennen no Koi Story of Genji (2001) – Sei Shōnagon

### Televisión dramática
- Onna tachi no Hyakuman goku (1988) – Maeda Matsu
- Nene: Onna Taikōki (2009)

### Doblaje
- Murder, She Wrote – Jessica Fletcher (Angela Lansbury)

## Honores
- Medal with Purple Ribbon (1984)
- Orden del Tesoro Sagrado (1992)
- Persona con mérito cultural (1998)
- Orden de la Cultura (2005)
- Premio de Honor al Pueblo (2009)
- Junior Third Rank (2012; póstumo)

## Tributo
El 1 de julio de 2021, Google hizo una celebración en homenaje a ella en Google Doodle.